# László Batthyány-Strattmann
Cet article possède un paronyme, voir Stratmann.
László (Ladislas)) Batthyány-Strattmann (28 octobre 1870 - 22 janvier 1931), est un aristocrate et médecin hongrois. Surnommé le « docteur des pauvres », il est vénéré comme bienheureux par l'Église catholique.
Il est commémoré le 22 janvier selon le Martyrologe romain.

## Biographie
László Batthyány-Strattmann naît le 28 octobre 1870 à Dunakiliti, au sein d'une famille aristocratique. Après ses études secondaires au Kollegium Kalksburg, il s'inscrit en 1896 à la faculté de médecine de l'université de Vienne. Dans le même temps, c'est le 10 novembre 1898 qu'il épouse la comtesse Teresa Coreth. Ils fondent leur mariage sur une profonde foi chrétienne, et donneront naissance à treize enfants.
En 1902, il fonde une petite clinique privée. S'étant exercé d'abord comme médecin généraliste, il se spéciale en chirurgie et plus spécialement dans le domaine ophtalmologiste. En 1915, il hérite du titre de prince et d'un château familial, où il crée un hôpital ophtalmologiste. 
László Batthyány-Strattmann gagne une réputation internationale dans ce domaine. Il reçoit gratuitement les patients les plus pauvres, en échange de la récitation d'un Notre-Père. Soignant les maux physiques de ses patients, il accordait aussi une grande attention à leurs maux spirituels. Il était considéré comme un saint dès son vivant.
Il meurt quatorze mois après le diagnostic d'un cancer de la vessie, le 22 janvier 1931 à Vienne.

## Béatification et canonisation
La cause en béatification et canonisation débute en 1944, et sera relancée en 1982. Le 11 juillet 1992, il est déclaré vénérable par le pape Jean-Paul II. Celui-ci procède à sa béatification, à la suite de la reconnaissance d'un miracle obtenu par son intercession, le 23 mars 2003, place Saint-Pierre de Rome.
Mémoire liturgique fixée au 22 janvier.